# Gelobtland
Gelobtland ist ein Gemeindeteil der sächsischen Stadt Marienberg im Erzgebirgskreis.

## Geografie
Gelobtland liegt etwa 2,5 Kilometer südlich von Marienberg im mittleren Erzgebirge.
Nachbarorte von Gelobtland sind Marienberg und Dörfel im Norden, Gebirge im Nordosten und Pobershau im Osten. Ein ausgedehntes Waldgebiet riegelt die Siedlung gegenüber den nächstgelegenen Orten im Süden und Westen ab.
Südlich vor Gelobtland endet ein wasserführender Abschnitt des bei Reitzenhain von der Schwarzen Pockau abgezweigten Reitzenhainer Zeuggrabens.

## Geschichte

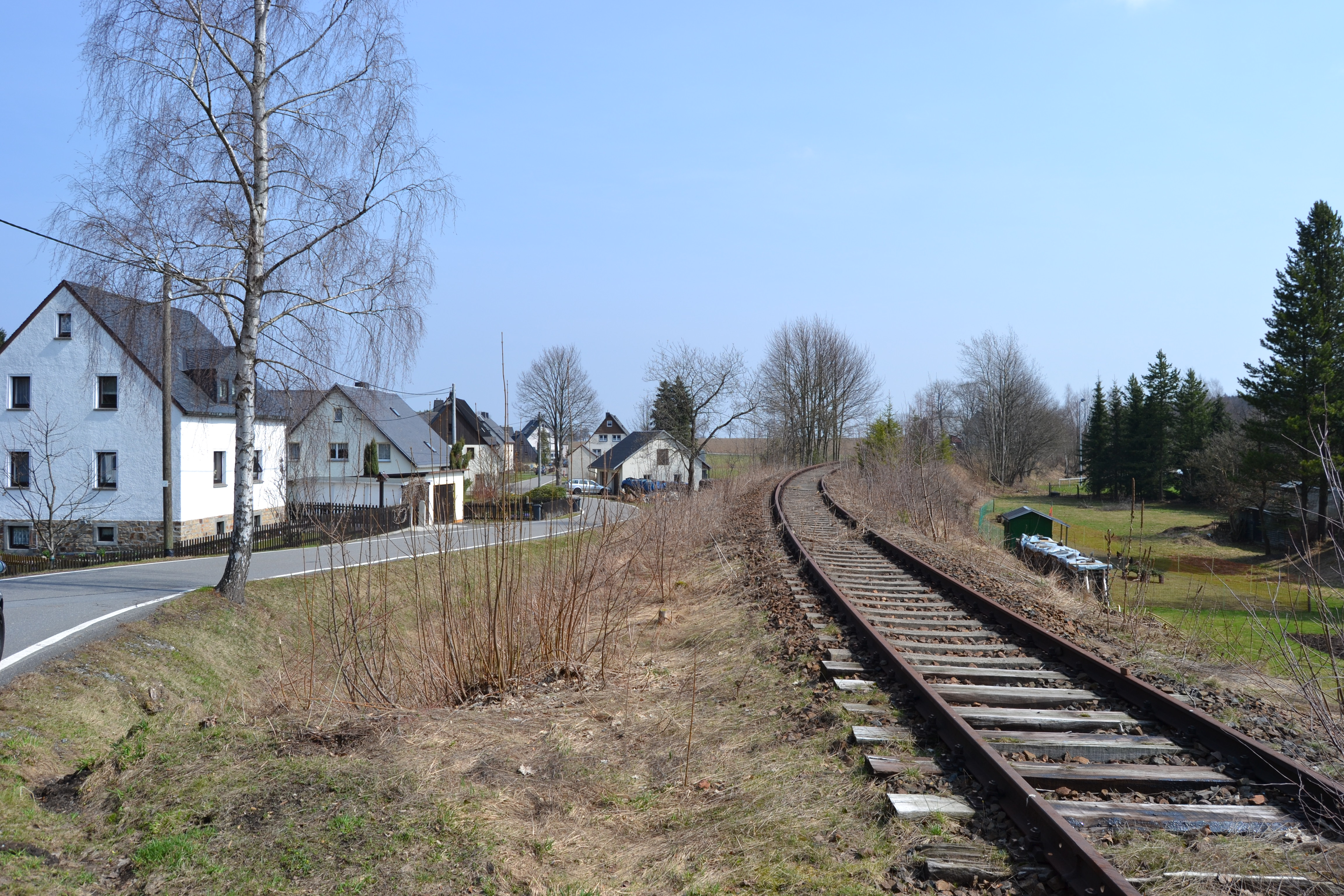
Blick auf einen kleinen Teil von Gelobtland, im Bild rechts das (2013 rückgebaute) Gleis des stillgelegten Teilabschnittes der Bahnstrecke

Um 1755 wurde das Gebiet erstmals urkundlich erwähnt (… in dem Gelobten Lande …). 1791 lautet die Ortsnamenform auf Gelobte Land. August Schumann nennt 1816 im Staats-, Post- und Zeitungslexikon von Sachsen Gelobtland betreffend u. a.:

„Ein Zechenhaus dieses Orts gehört dem Stadtrathe zu Marienberg […] und einige Häuser mit 21 Einwohnern stehen unmittelbar unter dem Amte Wolkenstein.“

Albert Schiffner ergänzt 1828 u. a.:

„[…] liegt […], in einem waldigen Grunde, wo sich der Kunstgraben von der sogen. alten Flösse trennt. […] Sonst war beim […] Gelobt Land starker Bergbau, […].“

In 1834 umfasste die Siedlung 12 Hufen Land und 101 Einwohner, auch eine Schule wird für diese Zeit genannt. Die Häuslerreihe gehörte ab 1856 unter das Gerichtsamt Marienberg und ab 1875 zur neugebildeten Amtshauptmannschaft Marienberg. Für 1875 sind 149 Einwohner ausgewiesen, von Beginn an ist die Siedlung nach Marienberg gepfarrt. 1882 wurde die Freiwilligen Feuerwehr in Gelobtland gegründet.
Am 12. Juli 1875 wurde etwa 1,5 Kilometer südwestlich von Gelobtland die gleichnamige Haltestelle an der Bahnstrecke Reitzenhain–Flöha eröffnet. Ab dem 7. Dezember 1927 bestand mit dem nur etwa einen Kilometer nordöstlich neu eingerichteten Haltepunkt „Gebirge“ ein naheliegenderer Eisenbahnanschluss. Beide Stationen bestanden bis zur endgültigen Einstellung des Personenverkehrs zwischen Marienberg und Reitzenhain am 1. Oktober 1978.
In den 1930er Jahren wurde der Ort als Sommerfrische genutzt, wozu hauptsächlich die Gastwirtschaft von Karl Thiele diente, in der sich auch eine Posthilfsstelle befand.

## Freizeit und Sport
Gelobtland liegt am Nordrand innerhalb des Naturparks Erzgebirge/Vogtland. Südlich des Ortes liegt das Naherholungsgebiet Rätzteich mit Waldbad und Caravanplatz, es ist zudem Einstieg in ein Wander- und Loipengebiet. Das Gebäude des ehemaligen Tourismuszentrums der Stadt Marienberg wird seit dem Jahr 2013 als Vereinsheim des „Allgemeiner Turn- und Sportverein Gebirge/Gelobtland e. V.“ genutzt.